# 1620 год в России
Царствование: 1613—1645 — Михаила Фёдоровича

## События
- П.К. Сагайдачный, в условиях нарастания недовольства православного населения Речи Посполитой и под влиянием растущих среди него симпатий к России, направил в Москву представительную делегацию, заявившую о желании реестрового Запорожского войска служить русскому царю[1].
- 5—9 мая — Михаил Фёдорович вместе с матерью Марфой Ивановной совершил пеший богомольный поход в Николо-Угрешский монастырь, где вспыхнул местнический спор между дворянином И.К. Карамышевым и окольничим Ф.В. Головиным[2].
- 26 сентября — новый текст воинского устава («Устав ратных, пушечных и других дел, касающихся до воинской науки») в редакции царского пушкаря А. М. Радишевского.
- Царский указ о посадской монополии на кабацкие откупы (сборы).
- Появление на Руси первых мануфактур[3].
- Прах Василия Шуйского торжественно перенесён из Гостынского замка в Варшаву, где положен в специально построенном мавзолее. Стены этой усыпальницы украшали надписи о победах польского войска, которые привели к пленению русского царя[4].
- Московский собор. Поместный собор Русской церкви под председательством патриарха Филарета, посвященный вопросам чиноприёма еретиков и крещения[5].
  - Введено правило перекрещивания христиан при переходе в православие[6].
- Патриарх Филарет основал Тобольскую епархию[6].
  - Тобольск становится центром епархии, в том числе началось ведение Сибирского летописца[7].
- 1619—1620 — Измайлов Артемий Васильевич вёл переговоры м крымскими послами[8].
- 1620—1623 — землепроходец Пянда Пантелей Демидович, во главе отряда прошёл почти 8 тысяч километров речных путей, в том числе 2400 км. верхней и средней Лены (см. 1605 год). Впервые указал местоположение Приленского и Ангарского плато, открыл верховья рек Нижняя Тунгуска и Ангара[9].
- Пожалованы окольничеством: Бутурлин Фёдор Леонтьевич, Пушкин Никита Михайлович[10].
- Пожалован боярством: Троекуров Иван Фёдорович[10].
- Местничество: Демьянов Яков Афанасьевич и Писемский Иван Прохорович[11].

## Города и поселения
- 1620—1637 — в память от избавления Москвы от польских интервентов в начале Никольской улицы по указу царя Михаила Фёдоровича начато строительство собора в честь Казанской Богоматери (Казанский собор). К собору ежегодно 22 октября (по ст.ст) совершался крестный ход с участием царя и патриарха[12].
- Стародуб находящийся с 1618 года под контролем Речи Посполитой получает Магдебургское право (в 1666 году подтверждено Алексеем Михайловичем)[13].
- Восстановлена сильно пострадавший в Смутное время и польско-литовской интервенции крепость в г. Рыльск[14].
- Тюмень сильно пострадала от пожара[15].
- Первое упоминание о посёлке Рублёво.
- Впервые упоминается село Сундырь (сов. г. Мариинский Посад)[16].
- На месте основанного в 1618 году зимовья, под руководством Бобарыкина Т.С. и Аничкова О.Г. возведён острог, получившее название — Кузнецкий строг (сов. Новокузнецк), где на постоянной основе разместился гарнизон[17].
- 1619—1625 — в Сольвычегодске на Троицкой стороне возводился новый острог (22 башни, свыше 1,4 км.)[18].

## Руководители приказов[19]
| Года      | Приказ                | Ф,И,О главы                    | Примечания |
| --------- | --------------------- | ------------------------------ | ---------- |
| 1615-1622 | Аптекарский приказ    | Салтыков Михаил Михайлович     | Кравчий    |
| 1617-1626 | Новгородская четверть | Грамотин Иван Тарасьевич       |            |
| 1619-1626 | Посольский приказ     | Грамотин Иван Тарасьевич       |            |
| 1619-1628 | Ямской приказ         | Пожарский Дмитрий Михайлович   | Боярин     |
| 1619-1629 | Книгопечатного дела   | Телепнёв Ефим Григорьевич      |            |
| 1618-1621 | Новая четверть        | Одоевский Иван Никитич Меньшой | Боярин     |
| 1619-1621 | Владимирский судный   | Одоевский Иван Никитич Меньшой | Боярин     |

## Воеводы[23]
| Года      | Город     | Ф,И,О воеводы                       | Примечания          |
| --------- | --------- | ----------------------------------- | ------------------- |
| 1620      | Алатырь   | Вельяминов-Воронцов Фёдор Семёнович |                     |
| 1620      | Алатырь   | Змиев Василий Иванович              |                     |
| 1619-1620 | Алексин   | Исканской Семён васильевич          |                     |
| 1620-1625 | Алексин   | Лодыженский Савин Суринов           | В другом акте Ефрем |
| 1620      | Арзамас   | Секирин Перфилий Иванович           |                     |
| 1620      | Арск      | Хотунской Гаврила Афанасьевич       |                     |
| 1615-1620 | Астрахань | Хованский Андрей Андреевич          |                     |
| 1620-1622 | Астрахань | Прозоровский Семён Васильевич       | Стольник            |
| 1620-1622 | Берёзов   | Писемский Иван Прохорович           |                     |
| 1619-1620 | Болхов    | Алябьев Григорий Андреевич          |                     |
| 1620-1626 | Боровск   | Трусов Михаил Михайлович            |                     |
| 1620      | Брянск    | Щербатов Василий Петрович           | Стольник            |
| 1620      | Бежецк    | Мещерский Булат Михайлович          |                     |
| 1619-1620 | Белгород  | Погожев Исаак Семёнович             | Стольник            |
| 1620-1621 | Белгород  | Измайлов Василий Артемьевич         | Стольник            |
| 1620      | Белёв     | Кирикрейский Василий                |                     |

## Родились
- 6 (16) января (по другим данным 6 (16) 1621) — Иоаким, патриарх Московский и всея Руси (1674-1690)[24].
- Аввакум Петров (25 ноября 1620 года — 14 (24) апреля 1682) — протопоп города Юрьева-Повольского, противник церковной реформы патриарха Никона, священномученик старообрядчества, духовный писатель.
- Гурий Никитин (ок. 1620, Кострома — 1691, там же) — крупнейший мастер стенописи.
- Татищев, Михаил Юрьевич (1620 — 17 апреля 1701) — военный и государственный деятель, воевода в Арзамасе, Ростове и Архангельске, боярин; единственный сын дворянина московского и воеводы Юрия Игнатьевича Татищева.

## Умерли
- Алябьев, Андрей Семёнович (? — 1620) — военный деятель Смутного времени, глава нижегородского ополчения (1608—1609), дьяк.
- Волконский, Никита Андреевич(? — 1620) — дворянин московский и воевода, младший (четвёртый) сын воеводы князя Андрея Романовича Волконского «Быка».
- Игнатий (Патриарх Московский) (ок. 1540, Крит — 1620, Вильно) — церковный деятель греческого происхождения, де-факто Патриарх Московский и всея Российского царства при царе Лжедмитрии I.